# Píxel defectuós

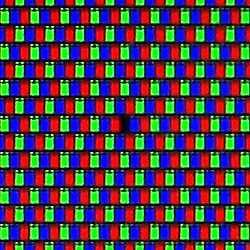
Una pantalla en funcionament amb un píxel mort

Un píxel mort o píxel defectuós és un píxel que roman encès en una pantalla LCD, en un CCD o en un sensor CMOS en una càmera digital. El terme "píxel mort" és sovint usat com a sinònim de "píxel defectuós", però també d'altres termes més concrets. Un píxel blanc permanentment encès es coneix com a píxel calent (o "hot pixel") i un píxel d'un color sòlid (vermell, verd o blau) rep el nom de píxel encallat (o "stuck pixel").
En la fabricació de pantalles LCD, és comú que un monitor sigui manufacturat amb un nombre de subpíxeles defectuosos (cada píxel està compost per tres subpíxeles de colors primaris). El nombre de píxels defectuosos tolerats abans que es rebutgi una pantalla depèn de la "classe" que el fabricant ha col·locat el seu producte (tot i que és descrit oficialment per l'estàndard de l'ISO 13406-2, no tots els fabricants la interpreten de la mateixa manera).
Alguns fabricants tenen una política de tolerància zero amb les pantalles LCD, rebutjant totes les unitats oposades que tenen un nombre de subpíxels o píxels defectuosos, cosa que indica que és un monitor de Classe I. Uns altres els rebutgen d'acord amb el nombre total de defectes, o el nombre de defectes en un determinat aspecte. Algunes pantalles venen amb una indicació del prospecte que indica quants píxels morts es permet que tingui abans que es pugui enviar de nou al fabricant. Els píxels morts poden també ocórrer en penjolls; aquests són particularment molests.
En alguns casos, el fabricant posa totes les pantalles a la venda i reemplaça la pantalla si el client reporta la unitat com a defectuosa i aquesta complix amb els requisits mínims per a fer una devolució.